# Natalia Kozioł
Natalia Kozioł (ur. 21 lutego 2000 r. w Gdyni) – polska gimnastyczka artystyczna, wielokrotna mistrzyni Polski.
Na początku 2018 roku, razem z Rafałem Siemaszko, została sportowcem ubiegłego roku w Gdyni.

## Kariera
W maju 2017 roku wystąpiła na pierwszych międzynarodowych seniorskich zawodach podczas mistrzostw Europy w Budapeszcie. Wystąpiła we wszystkich konkurencjach, lecz nie awansowała do żadnego z finałów. Najlepiej spisała się podczas układu z maczugami, zajmując 25. miejsce. We wrześniu tego samego roku wzięła udział na mistrzostwach świata w Pesaro. Również i tym razem nie zdołała przebić się przez kwalifikacje. Ponownie najbliżej była podczas układu z maczugami, zajmując 30. pozycję. W wieloboju była 38.
Rok później na mistrzostwach świata w Sofii zajęła 16. miejsce w zawodach drużynowych razem z Wiktorią Mielec i Natalią Kulig. W rywalizacji indywidualnej najlepiej poradziła sobie w układzie z maczugami, zajmując 26. pozycję.
W 2019 roku wzięła udział w mistrzostwach Europy w Baku. Najsłabszy występ zaliczyła w układzie ze wstążką, gdzie zajęła 41. miejsce, zaś w najlepszym swoim występie była 32. w pokazie z obręczą. We wrześniu wystąpiła na mistrzostwach świata w Baku. Najlepiej poradziła sobie w układzie w obręczą, zajmując 48. miejsce. Wielobój zakończyła na 51. pozycji.